# 田师中
田师中（?—?），字吉甫，南宋将领。

## 生平
田師中以弓馬所子弟補官，跟随内侍、京東河北制置使梁方平，立下戰功。靖康元年（1126年）十二月，康王赵构于相州开大元帅府，知信德府梁扬祖率领三千人至，张俊、苗傅、杨沂中、田师中等都在麾下，兵威稍振。建炎初年，田師中开始跟随統制张俊，討李煜於東京，平杜用於陳州，誅陳通於錢塘。建炎三年（1129年）明州之役，统制官杨沂中、田师中、统领官赵密跟随殊死张俊而战。后在张俊麾下担任中军统制。张俊儿子早死，张俊的儿媳改嫁田师中。绍兴十一年（1139年）武信军承宣使、知庐州张宗颜卒，淮西宣抚使张俊命统制官田师中率领张宗颜属下八千人归建康。
绍兴十一年（1141年）二月，淮北宣抚副使杨沂中、判官刘锜，淮西宣抚司都统制王德，统制官田师中、张子盖，在金人作战的柘皋之役获胜，论功行赏，田师中与王德都被授节钺，时人认为王德应当受赏，但田师中不配。绍兴十二年（1142年），岳飞被害，三月丁未，宋高宗以龙神卫四厢都指挥使、定江军节度使、御前统制田师中取代王贵，任殿前都虞候、鄂州驻扎御前诸军都统制。绍兴十七年（1147年）农历三月初二，田师中为迎合秦桧之意，大会诸将，用毒酒毒害主战将领捧日天武四厢都指挥使、宁国军承宣使、鄂州驻扎御前左军统制牛皋。次日，牛皋知其必死，召来亲吏及家人嘱托后事，随后毒发身亡。绍兴二十一年（1151年）五月，检校少师、奉国军节度使、御前诸军都统制、知兴州吴璘，检校少保、武当军节度使、御前诸军都统制、知兴元府杨政，定江军节度使、殿前都虞候、鄂州驻扎御前诸军都统制、提领营田田师中三大将，同日以“守边安静”加太尉衔。绍兴二十二年（1152年）八月，江西安抚使张澄上书虔州兵乱，宋高宗命鄂州诸军统制田师中派兵征讨。绍兴二十四年（1154年）三月壬申，田师中上奏武冈军猺人杨再兴已就擒。绍兴二十五年（1155年）四月丁亥，田师中等上书武冈军徭人已平，请在其所侵省地设置一县，名为新宁县。绍兴二十八年（1158年）因平猺人有功，授开府仪同三司。绍兴三十一年（1161年）八月丁巳，宋高宗诏命田师中赴行在奏事。殿中侍御史杜莘老和御史中丞、湖北、京西宣谕使汪澈，上书说田师中年老贪婪，士卒致怨，偏裨不服，临敌恐误国事，于是由潭州观察使、知襄阳府吴拱担任鄂州诸军都统制。隆兴元年（1163年）九月，田师中赠少保。